# Michie Tomizawa
Michie Tomizawa (富沢 美智恵; Nagano, 20. listopada 1961.) je japanska seiyuu, tj. sinkronizacijska glumica koja posuđuje glas u animeima. Najpoznatiji je po anime serijama "Mjesečeva ratnica" (kao Rei Hino), "Sakura Wars" i "Kimagure Orange Road".
Napustila je svoje zanimanje kada se udala 2002. s tim da je 2004. posudila glas u videoigri "Disagea" i 2006. u animeu "Crna laguna".

## Poznate uloge
- Crna laguna: Roberta
- Bubblegum Crisis i Bubblegum Crash: Linna Yamazaki
- Crayon Shin-chan: Matsuzaka-sensei
- Ebichu: Ebichuov vlasnik
- Ghost Sweeper Mikami: Emi Ogasawara
- Kimagure Orange Road: Manami Kasuga
- Kinnikuman: Scramble for the Throne: Bibinba
- Legend of the Galactic Heroes: Elfriede von Kohlrausch
- Let's Nupu Nupu: Gđa. Sagara
- Ninja Gaiden : Rachel
- One Piece: Laki
- One Pound Gospel: Sakai
- Oruchuban Ebichu: Office Lady
- Projekt A-ko : C-Ko
- Rhapsody: A Musical Adventure i Disgaea: Hour of Darkness: Marjoly
- Sailor Moon: Sailor Mars
- Sakura Wars series: Sumire Kanzaki
- Super Robot Wars Z: Edel Bernal
- The Super Dimension Cavalry Southern Cross: Jeanne Francaix
- Those Who Hunt Elves: Airi Komiyama
- Vampire Hunter D: Doris
- Yu-Gi-Oh!: Školska medicinska sestra

## Vanjske poveznice
- Michie Tomizawa na Internet Movie Databaseu
- Michie Tomizawa na Anime News Network Encyclopedia